# Avast Antivirus
Avast Antivirus est un logiciel antivirus édité par la société Avast Software (anciennement Alwil Software) située à Prague en République tchèque. C'est un logiciel propriétaire comportant une version gratuite pour une utilisation personnelle et non commerciale. En juin 2019, Avast compte, selon son éditeur, 435 millions d'utilisateurs actifs à travers le monde répartis dans 184 pays. Il est disponible en 46 langues.
En janvier 2020, Avast software, par le truchement de deux de ses antivirus, Avast et AVG, admet avoir collecté et vendu des informations très précises sur les habitudes de navigation sur le Web de leurs utilisateurs, qui étaient ensuite revendues à des entreprises comme Google, Microsoft, Pepsi ou L’Oréal.

## Historique
À la fin des années 1980, deux informaticiens tchèques, Eduard Kučera (en) et Pavel Baudiš (en), ont élaboré un programme qu'ils ont appelé « anti-virus advanced set » (AVAST). Avast est aussi un terme nautique anglais qui signifie « stop », le terme vient du néerlandais houd vast. Les deux programmeurs ont développé leur idée et ont fini par produire un antivirus complet du nom d'Avast.
En janvier 2020, deux médias américains, Vice et PC Magazine accusent le logiciel de collecter des données précises sur ses utilisateurs, notamment l'enregistrement de tous les clics effectués sur les sites web, l'ensemble des recherches et des achats en lignes,. Avast Software effectuait ces opérations au moyen d'une filiale, Jumpshot. Ces données étaient ensuite revendues à des entreprises telles que Google, Microsoft, Pepsi ou L’Oréal. L'entreprise a par la suite déclaré vouloir fermer sa filiale et mettre fin à ces pratiques.
En août 2021, NortonLifeLock fait l'acquisition d'Avast pour 8,6 milliards de dollars, créant un nouvel ensemble ayant deux sièges sociaux à Tempe en Arizona et à Prague en République tchèque.

## Présentation
À la différence de certains antivirus gratuits[réf. nécessaire], ses mises à jour s'effectuent automatiquement dès la connexion à Internet, à l'instar de ses concurrents payants. Avast bénéficie également d'un moteur anti-rootkit (basé sur la technologie GMER) et anti-spyware depuis sa version 4.8.1169, ce qui en fait une suite de sécurité.
Dans le passé, lorsqu'une nouvelle infection apparaissait, Avast était souvent parmi les antivirus les plus lents à l'intégrer dans sa base de données (généralement deux ou trois semaines plus tard, ce qui laissait à l'infection le temps de gagner de nombreux ordinateurs équipés d'Avast). Néanmoins, avec son gain en popularité chez les utilisateurs familiaux, les mises à jour sont maintenant[Quand ?] quotidiennes[source insuffisante].

### Version gratuite
La version gratuite est uniquement disponible pour utilisation personnelle et non commerciale. Mais ni pour les institutions, ni pour les associations.
Jusqu'à la version 11.1.2241 (version de 2016) l'inscription était obligatoire au bout de 12 mois afin de pouvoir continuer à bénéficier de l'antivirus, depuis la version gratuite est disponible à vie sans avoir à créer de compte.
Il existe une version gratuite pour les Très Petites Entreprises et PME en France ainsi que pour les établissements éducatifs aux États-Unis.

### Identité visuelle (logo)

Logo d'Avast de 2002 à 2010.
Logo d'Avast de février à septembre 2010.
Logo d'Avast de septembre 2010 à septembre 2016.
Logo d'Avast de septembre 2016 à septembre 2021.
Logo d'Avast Alternative de septembre 2016 à septembre 2021.
Logo d'Avast depuis septembre 2021.

### Versions et dates de sorties
Avast! free, la version gratuite du logiciel a évolué depuis la v5.0 en 2007, avant nommée Avast! Home Edition.
Quelques repères :
- 23.3.80.47 (24/02/2023) dernière version

- 18.1.2326 (13/02/2018)  dite version 2019
- 12.1.2272 (21/06/2016)
- 11.1.2253 (04/02/2016)
- 11.1.2241 (04/11/2015) dite version 2016
- 10.4.2233 (18/09/2015)
- 10.0.2206 (28/10/2014) dite version 2015
- 9.0.2006 (07/10/2013) dite version 2014
- 8.0.1482 (01/03/2013) dite version 2013
- 7.0.1407 (24/02/2012)
- 6.0.1000 (24/02/2011)
- 5.0.377 (20/01/2010)